# John Tyler
John Tyler, ameriški odvetnik in politik, * 29. marec 1790, okrožje Charles City, Viriginija, * 18. januar 1862, Richmond, Virginija.
Tyler je bil kongresnik ZDA (1817-1821), guverner Virginije (1825-1827), senator ZDA (1827-1836), podpredsednik ZDA (1840-1841) in predsednik ZDA (1841-1845).